# Dagens Nyheters kulturpris
Dagens Nyheters kulturpris är ett svenskt årligt kulturpris, instiftat 2007 av tidningen Dagens Nyheter. Tidningens kritiker nominerar en kandidat inom respektive film, konst, litteratur, musik och scenkonst. Pristagaren utsågs till och med 2011 av läsarna och en jury på sex personer under ordförandeskap av Dagens Nyheters kulturchef, från 2012 av enbart en jury.
Pristagaren belönas med 50 000 kronor och skulpturen Lilla regnet av Eva Lange i litet format.
| År   | Vinnare          | Bild | Nominerad film                     | Nominerad konst och form | Nominerad litteratur | Nominerad musik     | Nominerad scenkonst  |
| ---- | ---------------- | ---- | ---------------------------------- | ------------------------ | -------------------- | ------------------- | -------------------- |
| 2007 | Martin Fröst     |      | Johan Kling                        | Karin Mamma Andersson    | Peter Fröberg Idling | Martin Fröst        | Helena Bergström     |
| 2008 | Mikael Marcimain |      | Mikael Marcimain                   | Nathalie Djurberg        | Aase Berg            | José González       | Mattias Andersson    |
| 2009 | Frida Hyvönen    |      | Ruben Östlund                      | Åsa Jungnelius           | Joakim Pirinen       | Frida Hyvönen       | Alexander Mørk-Eidem |
| 2010 | Noomi Rapace     |      | Noomi Rapace                       | Ylva Ogland              | Johannes Anyuru      | Fredrik Ljungkvist  | Vanna Rosenberg      |
| 2011 | Ann Petrén       |      | Pernilla August                    | Christine Ödlund         | Karl Ove Knausgård   | Annika Norlin       | Ann Petrén           |
| 2012 | Ann-Sofi Sidén   |      | Tomas Alfredson                    | Ann-Sofi Sidén           | Amanda Svensson      | Lykke Li            | Tomas von Brömssen   |
| 2013 | Anna Pettersson  |      | Malik Bendjelloul                  | Makode Linde             | Göran Sonnevi        | Anna von Hausswolff | Anna Pettersson      |
| 2014 | Anna Odell       |      | Anna Odell                         | Meriç Algün Ringborg     | Dan Josefsson        | Nina Stemme         | Teater Galeasen      |
| 2015 | Liv Strömquist   |      | Sverrir Gudnason                   | Katarina Pirak Sikku     | Liv Strömquist       | Beatrice Eli        | Robert Fux           |
| 2016 | Tom Malmquist    |      | Anna Persson och Shaon Chakraborty | Per B. Sundberg          | Tom Malmquist        | Daniel Norgren      | Lena Endre           |
| 2017 | Jonas Dahlberg   |      | Johannes Nyholm                    | Jonas Dahlberg           | Negra Efendić        | Iiris Viljanen      | Suzanne Osten        |
| 2018 | Amanda Kernell   |      | Amanda Kernell                     | Bea Szenfeld             | Agnes Lidbeck        | Andrea Tarrodi      | Henrik Dorsin        |
| 2019 | Johanna Frid     |      | Hedda Stiernstedt                  | Britta Marakatt-Labba    | Johanna Frid         | Neneh Cherry        | Erik Ehn             |
| 2020 | Sara Parkman     |      | Levan Akin                         | Niki Lindroth von Bahr   | Anna-Karin Palm      | Sara Parkman        | Livia Millhagen      |
| 2021 | Lap-See Lam      |      | Josephine Bornebusch               | Lap-See Lam              | Nina Burton          | Christian Karlsen   | "Privatteatern"      |
| 2022 | Johan Ulveson    |      | Cilla Jackert och Sanna Lenken     | Salad Hilowle            | Maxim Grigoriev      | Ebo Krdum           | Johan Ulveson        |
| 2023 | Tarik Saleh      |      | Tarik Saleh                        | Ulla Wiggen              | Lina Wolff           | Alice Boman         | Isabelle Kyed        |
| 2024 | Ingela Ihrman    |      | Rolf Lassgård                      | Ingela Ihrman            | Aya Kanbar           | Dina Ögon           | Robert Fux -         |
| 2025 | Bruno K. Öijer   |      | Asta Kamma August                  | Gunnel Wåhlstrand        | Bruno K. Öijer       | Goran Kajfeš        | Andreas Boonstra     |